# Antoine de Villeneuve de Trans
Antoine-Henri de Villeneuve de Trans de Tourettes, dit le « Commandeur de Villeneuve-Trans », né en 1672 à Paris et mort le 26 janvier 1741 à Marseille, est un officier de marine et aristocrate français des XVIIe et XVIIIe siècles. Il passe dans la Marine royale au sein du corps de galères et termine au grade de chef d'escadre des galères.

## Biographie

### Origines et jeunesse
Antoine de Villeneuve-Trans est issu de la branche provençale de la Famille  de Villeneuve, l'une des plus importantes familles nobles de Provence. Il est le fils de Pierre de Villeneuve, marquis de Trans, et de Marie-Françoise Bitaud de Vaillée. Il est le deuxième des trois fils du couple. Son aîné, Pierre-Jean de Villeneuve, marquis de Trans meurt en 1730 ; son frère cadet, Thomas de Villeneuve-Trans (1682-1756), est reçu de minorité dans l'ordre de Saint-Jean de Jérusalem en 1685 à l'âge de 3 ans mais n'y présentera finalement pas ses vœux, sert dans l'armée de terre et termine sa carrière Maitre de Camp de Dragons.
Il naît à Paris, où son père, le vainqueur du fameux procès[Lequel ?], s'est marié à la fille d'un conseiller au Parlement. Comme il est alors d'usage dans les familles nobles provençales, les fils cadets sont destinés au service de l’Église ou à la Marine.

### Carrière dans la marine royale
Rentré en France, il intègre la Marine du Roi, en tant que lieutenant de galère en 1701. Il est lieutenant de La Patronne en 1704 puis capitaine-lieutenant le 23 janvier 1713. Interdit le 11 mai 1718, il est relevé en 1718. Enfin, il est nommé capitaine de galère le 18 mars 1725, puis chef d'escadre des galères en 1739. Frédéric d'Agay écrit : « La promotion du commandeur de Villeneuve-Trans couronne à la fois des services et un grand nom qu'aucun ministre ne peut ignorer. »
Il meurt à Marseille le 26 janvier 1741, à l'âge de 65 ans.

## Sources et bibliographie
- Mercure de France, Paris, 1741, [lire en ligne], p. 267
- Christiane Villain-Gandossi, Louis Durteste, Salvino Busuttil (en), Méditerranée, mer ouverte : Du XVIe au XVIIIe siècle, 1997, Université de Provence, Commission française d'histoire maritime, p. 180
- Frédéric d'Agay, La Provence au service du roi (1637-1831) : Officiers des vaisseaux et des galères, 2 volumes, Honoré Champion, 1er mars 2011, p. 332
- Louis de La Roque, Catalogue des Chevaliers de Malte appelés successivement Chevaliers de l'ordre militaire et hospitalier de Saint-Jean de Jérusalem, de Rhodes et de Malte, 1099-1890, Alp. Desaid, Paris, 1891